# 拉克 (大西洋比利牛斯省)
拉克（法語：Lacq，法語發音：[lak]）是法国大西洋比利牛斯省的一个市镇，位于该省中部偏东北，属于波城区。2024年1月1日，市镇于尔代斯并入拉克。

## 地理
拉克（43°24'46"N, 0°37'8"W）面积22.94 平方千米，位于法国新阿基坦大区大西洋比利牛斯省，该省份为法国东南部省份，涵盖了贝阿恩与北巴斯克，西临大西洋比斯開灣，北至朗德省，东北接热尔省，东临上比利牛斯省，南与西班牙接壤。
与拉克接壤的市镇（或旧市镇、城区）包括：阿尔泰兹德贝阿恩、卡斯蒂永（阿尔泰兹德贝阿恩县）、多阿宗、塞尔圣玛丽、阿尔蒂克斯、奥斯-马尔西永、阿比多斯、蒙村。
拉克的时区为UTC+01:00、UTC+02:00（夏令时）。

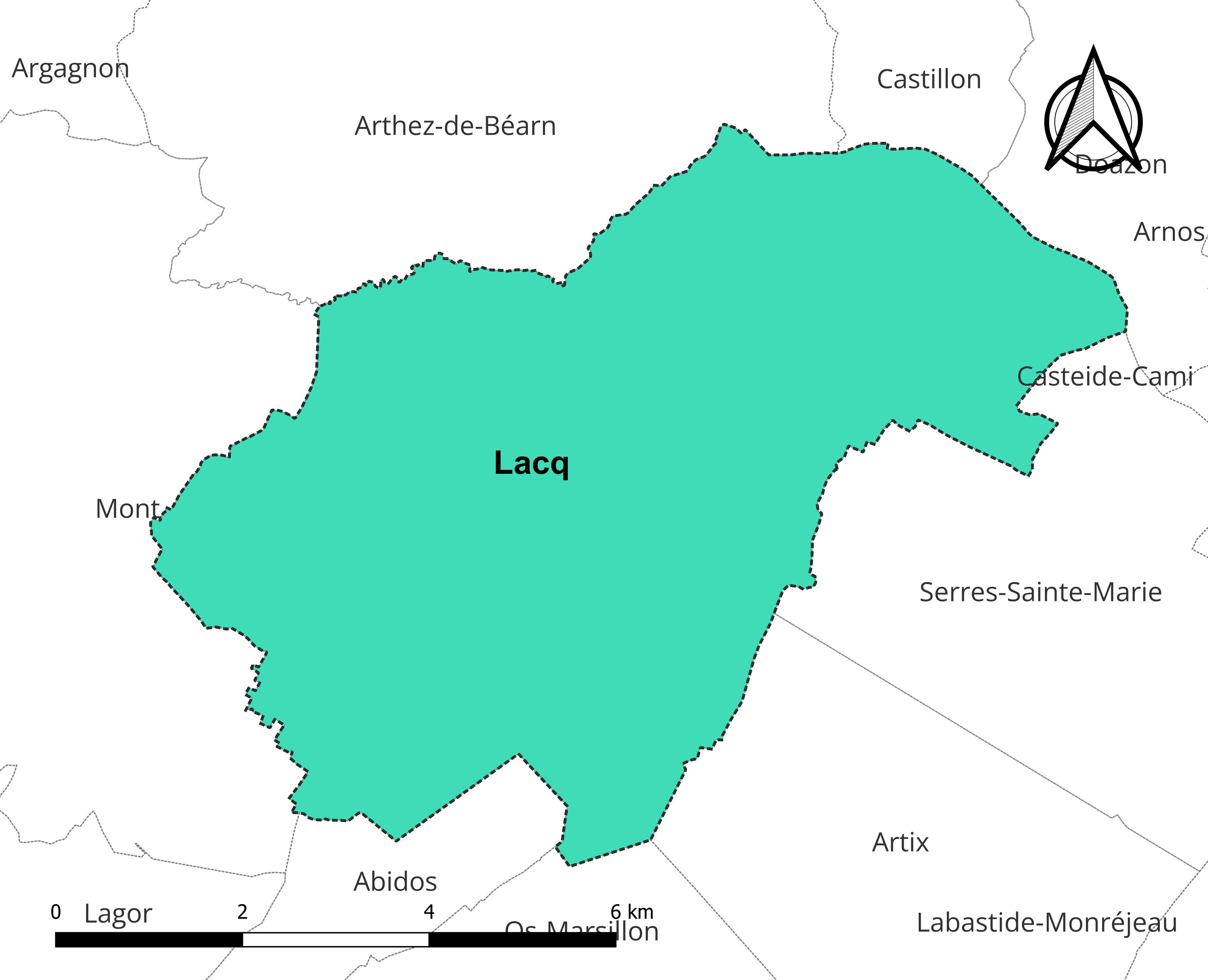
拉克的定位图

## 行政
拉克的邮政编码为64170，INSEE市镇编码为64300。

## 政治
拉克所属的省级选区为阿尔蒂克斯和苏贝斯特尔地区县。

## 人口

1962-2008年间拉克人口变化图示

拉克于2022年1月1日时的人口数量为1034人。